# Distretto di Famagosta
Il distretto di Famagosta è un distretto di Cipro, che ha come capoluogo la città omonima.
Gran parte del territorio del distretto è occupato dalla Repubblica Turca di Cipro del Nord (distretto di Gazimağusa). Esiste un'amministrazione di distretto in esilio nella parte del distretto appartenente alla Repubblica di Cipro, la quale ha una popolazione di 37 738 abitanti.

## Centri abitati
- Agia Napa
- Dherynia
- Paralimni
- Sotira